# Carrigaline
Carrigaline (iriska: Carraig Uí Leighin) är en stad i grevskapet Cork på Irland. Det är en förstad till Cork, belägen cirka 10 kilometer sydost om de centrala delarna av Cork. Tätorten (settlement) Carrigaline hade 15 770 invånare vid folkräkningen 2016.